# Деметре Твалдамцвари
Деметре Багратиони, также известный как Деметре «Твалдамцвари» (груз.: თვალდამწვარი, рус. букв. глазогорящий;род. 1472,  Кахетинское царство — после 1513, Мцхета, Картлийское царство) — грузинский царевич (батонишвили) из царской династии Багратионов.
Представитель Кахетинского Царского Дома, родоначальник княжеского рода Багратион-Давитишвили.

## Биография

### Происхождение
Из кахетинской ветви царского дома Багратионов, внук последнего царя Грузии, Георгия VIII.
Царевич Деметре родился в 1472 году, в Кахетинском царстве, и воспитывался при дворе своего отца, царя Кахетии, Александра I. Он был младшим ребенком в семье, имел старшего брата, по имени Георгий.
В начале XVI века, старший сын Александра, Георгий, открыто вступил в конфронтацию с отцом и братом Деметре.
Этот семейный конфликт разгорался долгое время. Георгий считал, что отец желает отстранить его престолонаследия и передать трон своему любимому младшему сыну, Деметре, и с ревностью Георгий воспринимал знаки внимания отца к своему младшему брату. Царь Александр отправил царевича Деметре послом в Ширван к шаху Ирана Исмаилу, где царевич был принят с большим почетом.
По Вахушти Багратиони эти события описаны следующим образом:
Сей Александр послал к шаху Исмаилу в Ширван сына своего Димитри с дарами и пленными юношами и девушками и известил о покорности. И шах Исмаил принял с честью и отпустил Димитри с дарами и соглашением о мире.Вахушти Багратиони, жизнь Кахети и Эрети (ч.1)

Однако британский историк Дональд Рейфилд в своей работе «Грузия. Перекресток империй, история длиной в три тысячи лет» указывал, что шах Исмаил I не сдержал своего обещания, и несмотря на подношение шаху, объявил Кахетинское царство своим вассалом, наряду с царством Картли.
Шах Исмаил выехал из Эрзинджана и напал на юго-запад. В 1498 году умер самцхийский атабаг Кваркварэ II; через два года умер и его сын Каихосро, известный набожностью, и на престол вступил его столь же набожный брат Мзечабук. Приход к власти невоинственных атабагов привлек шаха Исмаила, который разграбил Самцхе, хотя настоящей целью его кампании оставался Ширван, в то время оттоманский вассал. В 1500 году Исмаил уговорил атабага, картлийского царя Константинэ II и кахетинского царя Александрэ совместно с ним напасть на оттоманскую территорию около Тебриза. Чтобы удостовериться в искренности новых союзников, Исмаил попросил кахетинского царя Александрэ послать своего сына Деметрэ в Ширван, только что завоеванный, и договориться о мире. Царевичу удалось заключить мир с ширваншахом, и Исмаил пообещал Константинэ отменить дань, которую картлийцы все еще платили тебризским ак-коюнлу, как только союзники возьмут Тебриз. У шаха Исмаила было 7-тысячное войско, в которое каждый грузинский правитель послал подкрепление в 3000 человек, так что к 1503 году коалиция смогла отвоевать Нахичевань у оттоманов. Исмаил не сдержал обещания и объявил Картли и Кахетию своими вассалами.Рейфилд, Дональд, Грузия. Перекресток империй. История длиной в три тысячи лет, глава 12 (Братоубийство)

Грузинские региональные царства около 1490 года

Деметре был единомышленником отца и поддерживал его в споре с Георгием, выступавшим за войну с Картли и захват владений картлийских. 
Сей же Александр еще более умиротворил Кахети и укрепился в нем и застроил и обогатил. Но сын его Гиорги был злой, завистливый и кровожадный, однако, боявшись отца, придерживал себя, только подстрекал отца к нападению на Картли и окрестные земли. А Александр не слушал его и призывал к спокойствию и миру, ибо был уверен, что зачинщика смуты покарает Бог. Но Гиорги не слушал его и не терпелось ему замять отцовский престол.Вахушти Багратиони, жизнь Кахети и Эрети (ч.1)
Когда же царь Александр и царевич Деметре воспрепятствовали осуществлению очередного военного плана Георгия, тот направил оружие против собственного отца.
Кахетинский Александрэ поддерживал с картлийским царем и с шахом Исмаилом намного более дружеские отношения, чем его имеретинский тезка. Его сын и наследник Гиорги, однако, как и многие кахетинские феодалы, искали момента, когда можно будет свергнуть Давита X и объединить Восточную Грузию под кахетинской властью. Пренебрегши яростью отца, Гиорги повел армию в Картли. Затем Гиорги убил своего разгневанного отца, выколол брату Деметрэ глаза (Деметрэ погиб, а вдова и дети Деметрэ убежали в Картли) и провозгласил себя Гиорги II, «царем Имеретии, Абхазии, Армении, Картли и Кахетии».Рейфилд, Доналд, Грузия. Перекресток империй. История длиной в три тысячи лет, глава 12 (Братоубийство)
По словам царевича и историка Вахушти Багратиони, Георгий «в непослушании устремился к царству отцовскому, чтобы удовлетворить желание свое» и «посреди поля в сражении убил отца Александра, царя кахов» и «пленил брата своего, Деметре, чтобы в Персию он не бежал», и «лишил глаз его». 
И найдя удобный случай в Сапурцле, убил он отца своего, царя Александра, не ожидавшего этого от сына. Схватил он также брата своего, чтобы помешать ему бежать в Персию, ибо давно завидовал ему за прежнюю поездку к шаху, и ослепил его лета Христова 1511, грузинского 199, и с тех пор нарекли его Ав-Гиорги.Вахушти Багратиони, жизнь Кахети и Эрети (ч.1)

Грузинский хронист Бери Эгнаташвили пишет, что Георгий «выжег брату глаза». Согласно историку Парсадану Горгиджанидзе, на это его надоумили его сторонники, опасавшиеся переворота и мести за отца. Цареубийство было совершено в Сапурцле, в Картлийском царстве (современный Натахтари).

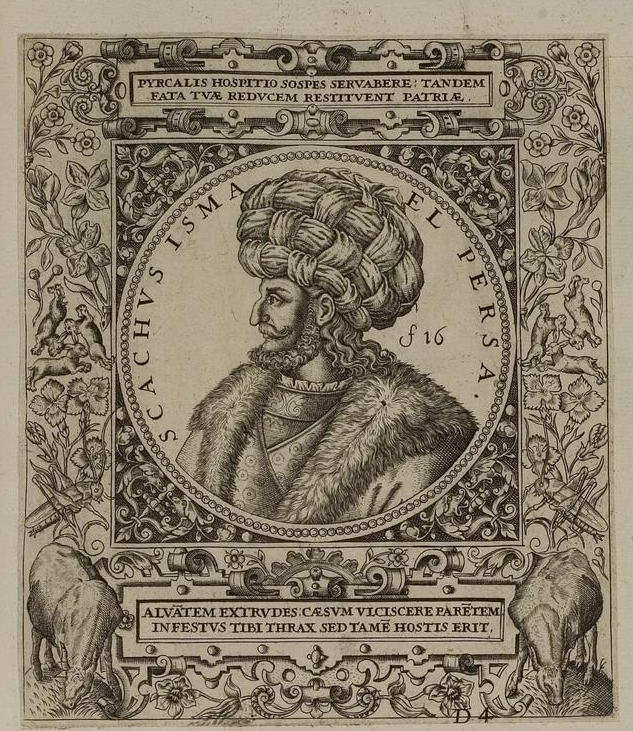
Первый шах и основатель Сефевидского Ирана, Исмаил I, принимавший царевича Деметре послом в Ширване с дипломатической миссией

### После ослепления
Царевич Деметре, получивший прозвище «Твалдамцвари», что в переводе с грузинского означает «глазогорящий» (его потомки долгое время носили прозвание «твалдамцвриани»/«твалдамцвиришвили»/глазогорящие), вместе с женой и ребенком были вынуждены оставить Кахетинское царство, после чего бежали в Иран, на поклон к шаху Исмаилу. Шах пообещал Кахетию и большую сумму денег, но Деметре не смог вернуться в Кахетию и на полученные деньги купил деревни в Картлийском царстве (Дирби, Броти и Бебниси), где присягнул на верность Давиду X Картлийскому и заложил наследственную вотчину (княжество Садавитишвило) для своего потомства, получив тавадский титул.

Карта Картли-Кахетинского царства, XVIII век

На Грузинском царстве был царем после прапрародителей своих царей и прадеда, и деда, и отца своего царя Георгия царь Александр, а у него были два сына: царевич Георгий Александрович, царевич Димитрий Александрович. И царевич Георгий Александрович по жестокосердию своему отца своего, царя Александра Георгиевича убил досмерти, а у меньшего брата царевича Димитрия Александровича, выжег очи и дал ему удельные городы, а сам стал царствовать на грузинском царстве и царевич Димитрий Александрович еще опасаясь его на себя всякого зла, оставя удел свой, отъехал к сроднику своему, к карталинскому царю. И карталинский царь дал ему удел же.Роспись князей Давыдовых, 1979:197

## Наследие
Его потомки сохраняли традицию царского происхождения, роднились с другими ветвями династии Багратионов (его внук Рамаз женился на неизвестной по имени дочери царя Имеретии, Баграта III Багратиони, а праправнук Элизбар женился на княжне Тинатин Багратиони-Мухранской, представительнице картлийской ветви) и крупными феодальными родами Грузии. 
Потомкам Деметре также удалось создать княжество на территории Картлийского царства, именуемое Садавитишвило.

## Смерть
По одной из версий, скончался после 1513 года. Однако британский историк Дональд Рейфилд в своей книге указывал, что Деметре погиб еще в 1511 году, а не после 1513 года.

## В массовой культуре
- Документальный фильм Гурама Картвелишвили გააგრძელე საქართველოს ისტორია "Образование Самухранбатоно и воцарение Злого Георгия".